# Metalasia fastigiata
Metalasia fastigiata là một loài thực vật có hoa trong họ Cúc. Loài này được (Thunb.) D.Don mô tả khoa học đầu tiên năm 1826.